# San Vito di Cadore
San Vito di Cadore település Olaszországban, Veneto régióban, Belluno megyében. Lakosainak száma 1938 fő (2023. január 1.). San Vito di Cadore Borca di Cadore, Calalzo di Cadore, Colle Santa Lucia, Cortina d’Ampezzo, Vodo di Cadore, Auronzo di Cadore és Selva di Cadore községekkel határos.

## Népesség
A település lakossága az elmúlt években az alábbi módon változott:
| Lakosok száma | 1881 | 1865 | 1938 |
|               | 2017 | 2018 | 2023 |